# 337 км (зупинний пункт)
337 км — пасажирський залізничний зупинний пункт Лиманської дирекції Донецької залізниці на лінії Чаплине — Покровськ.
Розташований у с. Володимирівка, поблизу с. Солоне, Синельниківський район, Дніпропетровської області між станціями Межова (19 км) та Демурине (3 км).
На платформі зупиняються приміські електропоїзди.